# Islamisch-Republikanische Partei
Die Islamisch-Republikanische Partei (IRP, persisch حزب جمهوری اسلامی Hezb-e Dschomhuri-e Eslami, DMG Ḥezb-e Ğomhūrī-ye Eslāmī) war eine Partei der Islamischen Republik Iran, die vom 19. Februar 1979 bis zur Selbstauflösung am 2. Juni 1987 existierte.

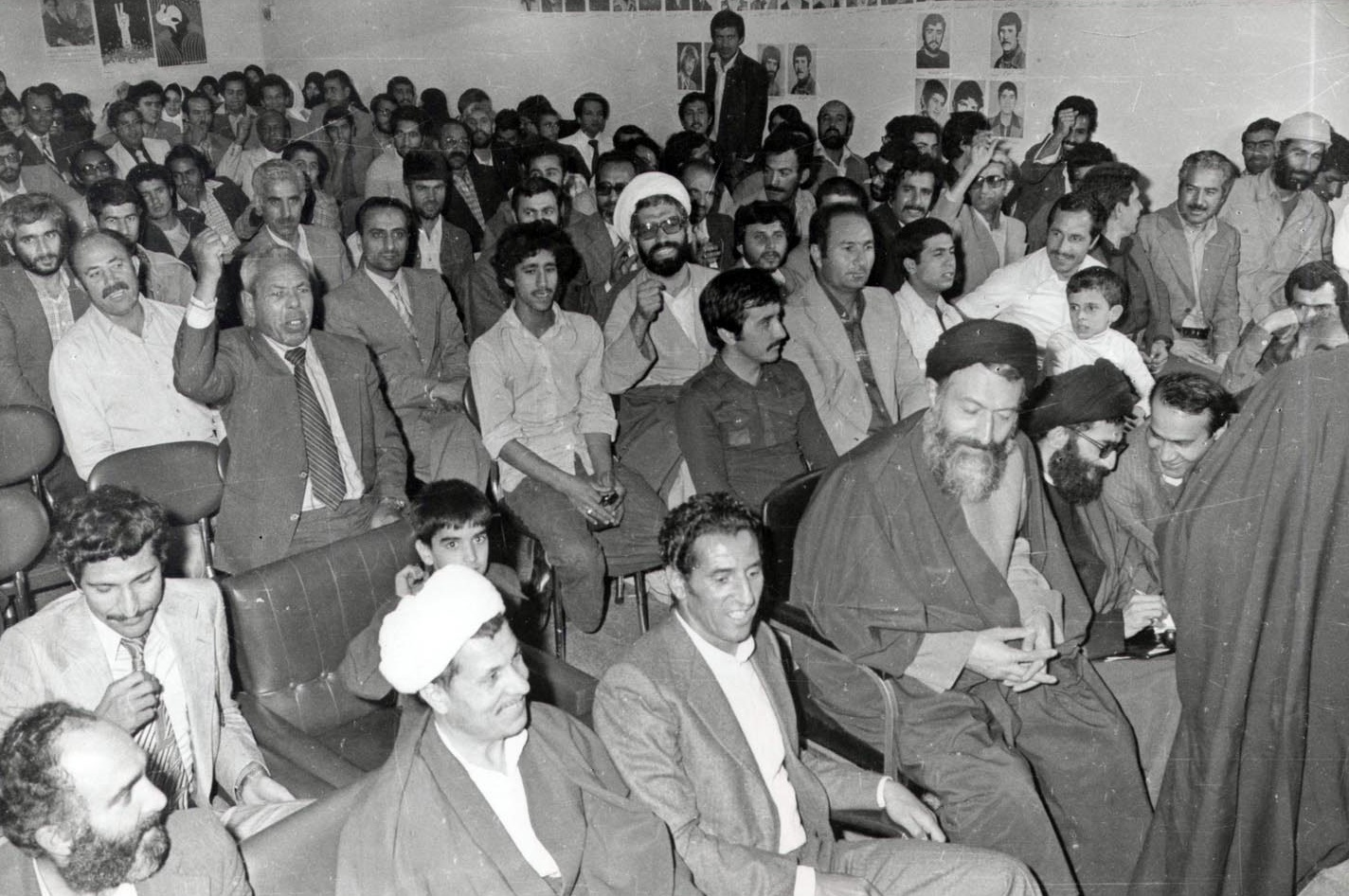
Parteiversammlung der Islamisch-Republikanischen Partei für den libyschen Regierungschef Abd as-Salam Dschallud (März 1979)

## Geschichte
Die IRP wurde am 19. Februar 1979, nach der Rückkehr Ruhollah Chomeinis aus dem Pariser Exil und der Islamischen Revolution, durch iranische Religionsgelehrte gegründet. Ziel der vor allem von Mohammad Beheschti vorangetriebenen Parteigründung war es, die zersplitterte islamische Oppositionsbewegung zu vereinen. Kern der Partei sollte die Vereinigung der kämpfenden Geistlichkeit sein. Die weiteren Mitglieder sollten sich aus der Gesellschaft der Dozenten der religiösen Seminare (Dschame'eh-ye Modarresin Hozeh-ye Elmiyeh), die die Lehrer der Religionsschulen repräsentierte, der Vereinigung der Islamischen Koalition (Hayat-e Mo'talefeh Eslami), die in der Hauptsache von den Kaufleuten aus dem Basar getragen wurde, und der Islamische Gesellschaft der Ingenieure (Dschame'eh-ye Eslami Mohandesin), die sich aus Technokraten bildete, die die westlich orientierte Politik des Schahs ablehnten, rekrutieren. Ein einheitliches Parteiprogramm sollte den Aufbau eines islamischen Staates unterstützen.
Zu den Gründungsmitgliedern gehörten unter anderen Mohammad Beheschti, Mousavi Ardebili, Mohammed Reza Mahdavi-Kani, Seyyed Ali Chamene’i, Akbar Hāschemi Rafsandschāni, Mohammed-Dschawad Bahonar, Ayat und Abbaspur.
Die von der Partei vertretenen Positionen stimmten mit Chomeinis Konzeption der Herrschaft des Obersten Rechtsgelehrten nicht immer überein. Der erste Parteivorsitzende war Mohammad Beheschti, der als stärkster Mann hinter Chomeini galt.

### Anschlag
Am 28. Juni 1981 wurde das Parteigebäude Ziel eines Bombenanschlages. Beheschti und über 70 andere Personen wurden dabei getötet. Nach offiziellen Angaben starben 71 Menschen. Die Opferzahl wurde möglicherweise von offizieller Seite so festgelegt, um Assoziationen zur Schlacht von Kerbela zu wecken. Andere Quellen gehen von bis zu 84 Toten aus. Die bewaffnete islamisch-sozialistisch orientierte Gruppierung Volksmodschahedin, die einen Guerillakrieg gegen den Schah geführt hatte und sich nun durch Chomeini von der Macht ausgeschlossen sah, wurde für den Anschlag verantwortlich gemacht, bestritt aber jede Verantwortung. Die Tatsache, dass Ali Chamene'i durch die Folgen eines Attentats nicht anwesend war und Ali-Akbar Hāschemi Rafsandschāni das Gebäude vor der Detonation verließ, gab Anlass zu der Vermutung, die Drahtzieher des Anschlages könnten aus den Reihen der chomeinitreuen Mullahs gekommen sein. Für den Anschlag wurde ein junger Mann, Mohammad Reza Kolahi Samadi, verantwortlich gemacht, der in Abwesenheit deswegen zum Tode verurteilt wurde.
Nach dem Tod Beheschtis übernahm Mohammed Reza Mahdavi-Kani den Parteivorsitz.

### Niedergang und Auflösung
Am 15. April 1984 erreichte die IRP zum ersten Mal bei den Iranischen Parlamentswahlen nicht die absolute Mehrheit. Ihre Anziehungskraft ging insbesondere durch den Ersten Golfkrieg gegen den Irak zurück und die Auflösung der IRP am 2. Juni 1987 stand in unmittelbarem Zusammenhang mit dem Aufstieg Rafsandschanis. Die Annahme der UN-Sicherheitsresolution 598, mit der ein verbindlicher Friedensplan zur Beendigung des Ersten Golfkrieges zwischen Iran und dem Irak beschlossen wurde, wäre mit dem starren Parteiprogramm der IRP kaum möglich gewesen. Chamenei und Rafsandschani legten dem Revolutionsführer Ruhollah Chomeini die Auflösung nahe, die dieser am 2. Juni 1987 verfügte.

## Kommentare zur IRP
- Scheich Ali Tehrani: die Verbrechen der fundamentalistischen Partei werden zahlreicher als die der SAVAK.[8]
- Ajatollah Schirazi: wir haben für diese Partei nichts übrig.[9]